# Xoridesopus rugosus
Xoridesopus rugosus là một loài tò vò trong họ Ichneumonidae.